# UNCAF-klubcsapatok kupája
Az UNCAF-klubcsapatok kupája (spanyolul: Copa Interclubes de la UNCAF) egy az UNCAF által kiírt nemzetközi labdarúgótorna volt, amit 1971 és 2007 között rendeztek. A sorozatban Közép-amerikai csapatok vettek részt.
A torna elnevezése több alkalommal változott. 1971 és 1983 között Copa Fraternidad Centroamericana néven volt ismert. Ezt követően 1983-tól 1996-is nem került megrendezésre. 1996 és 1998 között Torneo de Grandes de Centroamérica, 1999 és 2007 között Copa Interclubes UNCAF volt a hivatalos neve.

## Kupadöntők
| Év                                 | Bajnok | 2. helyezett                     | 3. helyezett                     | 4. helyezett                     |  |
| Copa Fraternidad Centroamericana   | Copa Fraternidad Centroamericana                                                                                                  | Copa Fraternidad Centroamericana | Copa Fraternidad Centroamericana | Copa Fraternidad Centroamericana |  |
| ---------------------------------- | --- | -------------------------------- | -------------------------------- | -------------------------------- |  |
| 1971                               | Comunicaciones | Saprissa                         | Herediano                        | Atlético Marte                   |  |
| 1971                               | Nem rendeztek döntőt. A végső sorrend a több fordulós csoportkör után alakult ki.                                                 |                                  |                                  |                                  |  |
| 1972                               | Saprissa | Aurora                           | Herediano és Universidad         | Herediano és Universidad         |  |
| 1972                               | 1. mérkőzés: Aurora 1–1 Saprissa; 2. mérkőzés: Saprissa 1–0 Aurora. A Herediano és az Universidad a 3. helyen végeztek.           |                                  |                                  |                                  |  |
| 1973                               | Saprissa | Águila                           | Alajuelense                      | Comunicaciones                   |  |
| 1973                               | Nem rendeztek döntőt. A végső sorrend a több fordulós csoportkör után alakult ki.                                                 |                                  |                                  |                                  |  |
| 1974                               | Municipal | Saprissa                         | Águila                           | Aurora                           |  |
| 1974                               | Nem rendeztek döntőt. A végső sorrend a több fordulós csoportkör után alakult ki.                                                 |                                  |                                  |                                  |  |
| 1975                               | Platense | Aurora                           | Herediano                        | Saprissa                         |  |
| 1975                               | Nem rendeztek döntőt. A végső sorrend a több fordulós csoportkör után alakult ki.                                                 |                                  |                                  |                                  |  |
| 1976                               | Aurora | Comunicaciones                   | Saprissa                         | Águila                           |  |
| 1976                               | Nem rendeztek döntőt. A végső sorrend a több fordulós csoportkör után alakult ki.                                                 |                                  |                                  |                                  |  |
| 1977                               | Municipal | Comunicaciones                   | Águila                           | México                           |  |
| 1977                               | Nem rendeztek döntőt. A végső sorrend a több fordulós csoportkör után alakult ki.                                                 |                                  |                                  |                                  |  |
| 1978                               | Saprissa | Cartaginés                       | Comunicaciones                   |                                  |  |
| 1978                               | Nem rendeztek döntőt. A végső sorrend a több fordulós csoportkör után alakult ki. Csak 3 csapat jutott be az utolsó csoportkörbe. |                                  |                                  |                                  |  |
| 1979                               | Aurora | Real España                      | Atlético Marte and Municipal     | Atlético Marte and Municipal     |  |
| 1979                               | 1. mérkőzés: Aurora 1–0 Real España; 2. mérkőzés: Real España 0–0 Aurora. Az Atlético Marte és a Municipal a 3. helyen végeztek.  |                                  |                                  |                                  |  |
| 1980                               | Broncos | Alianza                          | FAS                              |                                  |  |
| 1980                               | Nem rendeztek döntőt. A végső sorrend a több fordulós csoportkör után alakult ki. Csak 3 csapat jutott be az utolsó csoportkörbe. |                                  |                                  |                                  |  |
| 1981                               | Olimpia | Real España and Marathón         | Real España and Marathón         |                                  |  |
| 1981                               | A Real España és a Marathón visszalépett, így az Olimpia automatikusan az 1. helyen végzett.                                      |                                  |                                  |                                  |  |
| 1982                               | Real España | Xelajú                           |                                  |                                  |  |
| 1982                               | 1. mérkőzés: Real España 2–1 Xelajú; 2. mérkőzés: Xelajú 0–0 Real España. A 3. helyért nem rendeztek mérkőzést.                   |                                  |                                  |                                  |  |
| 1983                               | Comunicaciones | Aurora                           | Águila                           |                                  |  |
| 1983                               | Nem rendeztek döntőt. A végső sorrend a több fordulós csoportkör után alakult ki. Csak 3 csapat jutott be az utolsó csoportkörbe. |                                  |                                  |                                  |  |
| Torneo de Grandes de Centroamérica | |                                  |                                  |                                  |  |
| 1996                               | Alajuelense | Saprissa                         | Comunicaciones                   | Municipal                        |  |
| 1996                               | Nem rendeztek döntőt. A végső sorrend a több fordulós csoportkör után alakult ki.                                                 |                                  |                                  |                                  |  |
| 1997                               | Alianza | Saprissa                         | Alajuelense and Municipal        | Alajuelense and Municipal        |  |
| 1997                               | Döntő: Saprissa 0–1 Alianza. Az Alajuelense és a Municipal a 3. helyen végzett.                                                   |                                  |                                  |                                  |  |
| 1998                               | Saprissa | Municipal                        | Real España and Olimpia          | Real España and Olimpia          |  |
| 1998                               | 1. mérkőzés: Saprissa 2–1 Municipal; 2. mérkőzés: Municipal 1–1 Saprissa. A Real España és az Olimpia a 3. helyen végeztek.       |                                  |                                  |                                  |  |
| Copa Interclubes UNCAF             | |                                  |                                  |                                  |  |
| 1999                               | Olimpia | Alajuelense                      | Saprissa                         | Comunicaciones                   |  |
| 1999                               | Nem rendeztek döntőt. A végső sorrend a több fordulós csoportkör után alakult ki.                                                 |                                  |                                  |                                  |  |
| 2000                               | Olimpia | Alajuelense                      | Real España                      | Municipal                        |  |
| 2000                               | Nem rendeztek döntőt. A végső sorrend a több fordulós csoportkör után alakult ki.                                                 |                                  |                                  |                                  |  |
| 2001                               | Municipal | Saprissa                         | Olimpia                          | Comunicaciones                   |  |
| 2001                               | Nem rendeztek döntőt. A végső sorrend a több fordulós csoportkör után alakult ki.                                                 |                                  |                                  |                                  |  |
| 2002                               | Alajuelense | Árabe Unido                      | Motagua                          | Comunicaciones                   |  |
| 2002                               | Nem rendeztek döntőt. A végső sorrend a több fordulós csoportkör után alakult ki.                                                 |                                  |                                  |                                  |  |
| 2003                               | Saprissa | Comunicaciones                   | Alajuelense                      | Municipal                        |  |
| 2003                               | Döntő: Comunicaciones 2–3 Saprissa.                                                                                               |                                  |                                  |                                  |  |
| 2004                               | Municipal | Saprissa                         | Olimpia                          | FAS                              |  |
| 2004                               | Nem rendeztek döntőt. A végső sorrend a több fordulós csoportkör után alakult ki.                                                 |                                  |                                  |                                  |  |
| 2005                               | Alajuelense | Olimpia                          | Saprissa                         | Pérez Zeledón                    |  |
| 2005                               | 1. mérkőzés: Olimpia 0–1 Alajuelense; 2. mérkőzés: Alajuelense 0–1 Olimpia; Az Alajuelense győzött büntetők után 4–2 arányban.    |                                  |                                  |                                  |  |
| 2006                               | Puntarenas | Olimpia                          | Marquense                        | Victoria                         |  |
| 2006                               | 1. mérkőzés: Puntarenas 3–2 Olimpia; 2. mérkőzés: Olimpia 1–0 Puntarenas; A Puntarenas győzött büntetők után 3–1 arányban.        |                                  |                                  |                                  |  |
| 2007                               | Motagua | Saprissa                         | Municipal                        | Alajuelense                      |  |
| 2007                               | 1. mérkőzés: Saprissa 1–1 Motagua; 2. mérkőzés: Motagua 1–0 Saprissa.                                                             |                                  |                                  |                                  |  |

### Győzelmek száma Klubonként
| # | Csapat             | Győzelmek | Második hely | Győztes év                     | Döntős év                                  |
| - | ------------------ | --------- | ------------ | ------------------------------ | ------------------------------------------ |
| 1 | Deportivo Saprissa | 5         | 7            | (1972, 1973, 1978, 1998, 2003) | (1971, 1974, 1996, 1997, 2001, 2004, 2007) |
| 2 | CSD Municipal      | 4         | 1            | (1974, 1977, 2001, 2004)       | (1998)                                     |
| 3 | LD Alajuelense     | 3         | 2            | (1996, 2002, 2005)             | (1999, 2000)                               |
| 3 | CD Olimpia         | 3         | 2            | (1981, 1999, 2000)             | (2005, 2006)                               |
| 5 | CSD Comunicaciones | 2         | 3            | (1971, 1983)                   | (1976, 1977, 2003)                         |
| 5 | Aurora FC          | 2         | 3            | (1976, 1979)                   | (1972, 1975, 1983)                         |
| 7 | Alianza            | 1         | 2            | (1997)                         | (1980)                                     |
| 7 | Real España        | 1         | 1            | (1982)                         | (1979)                                     |
| 9 | CD Motagua         | 1         | 0            | (2007)                         | -                                          |
| 9 | Puntarenas FC      | 1         | 0            | (2006)                         | -                                          |
| 9 | Broncos            | 1         | 0            | (1980)                         | -                                          |
| 9 | Platense           | 1         | 2            | (1975)                         | -                                          |

### Győzelmek száma országonként
| Ország     | Győzelmek száma | Második hely |
| ---------- | --------------- | ------------ |
| Costa Rica | 9               | 9            |
| Guatemala  | 8               | 7            |
| Honduras   | 7               | 3            |
| Salvador   | 2               | 1            |
| Panama     | 0               | 1            |